# 4024 Ronan
4024 Ronan eller 1981 WQ är en asteroid i huvudbältet som upptäcktes den 24 november 1981 av den amerikanske astronomen Edward L.G. Bowell vid Anderson Mesa Station. Den är uppkallad efter Colin A. Ronan.
Asteroiden har en diameter på ungefär 12 kilometer och den tillhör asteroidgruppen Flora.